# Лауренбург
Лауренбург (на немски: Laurenburg) е община в Рейнланд-Пфалц, Германия, с 320 жители (2015) и площ от 2,16 km². Намира се в долината на река Лан.
Замъкът Лауренбург е споменат за пръв път в документ през 1093 г. Построен е вероятно от граф Дудо (* ок. 1060, † ок. 1123), прародителят на династията Дом Насау. През 1800 г. се построява дворец Лауренбург.